# バフン

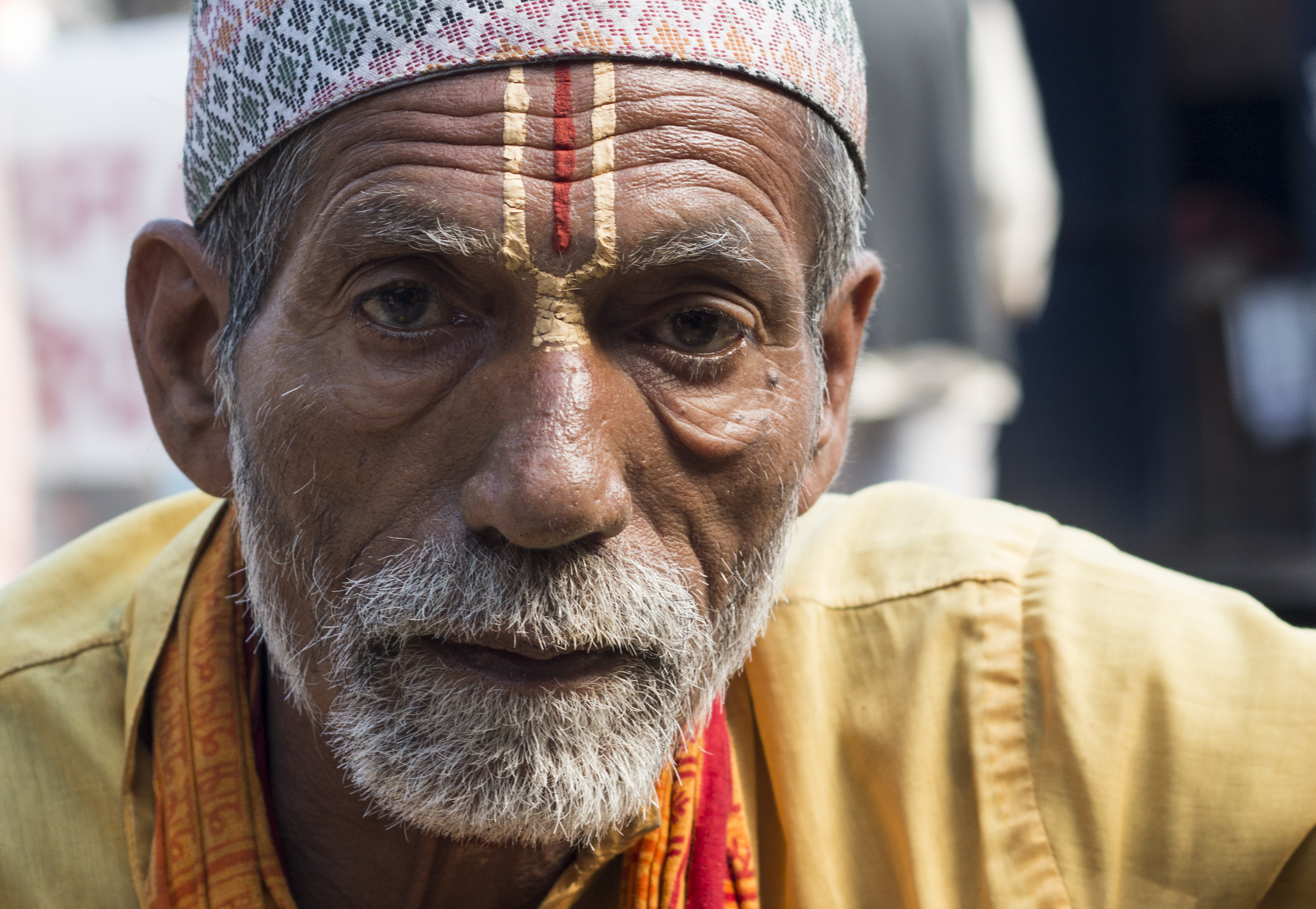
バフン

バフンあるいはバウン（Bahun）、または丘陵ブラーマン（英: Brahman-Hill）は、ネパールのカースト集団である。

## 概要
民族的にはネパール語を母語とするパルバテ・ヒンドゥーに属し、最上級のバラモン（僧侶）階級にあたる。2001年の国勢調査の民族・カースト別統計では人口の12.5%を占めている。実際に祭祀をなりわいとする者はわずかで、プラチャンダ首相の生家のように貧しい農民であったりする。内部は多くの細かいカーストにさらに分かれており、細分化されたカーストが家族名（姓）にもなっている。なお、インドのクシャトリア（武士）に相当するカーストはチェトリという。
なお、マデシやネワール族のバラモン階級はバフンには含まれない。